# Банну
Банну (урду بنوںبنوں, Баннун; англ. Bannu) — місто в Пакистані, столиця однойменного округу. Місто знаходиться в провінції Хайбер-Пахтунхва, межує з агентством Південний Вазірістан. Населення — 50 991 чол. (на 2010 рік).

## Історія
На початку V століття через місто проходив монах паломника Фасянь з Китаю. Вийшовши з Хайбер, він проходив через країну Бана (跋那國), де знайшов 3000 буддійських ченців «малої колісниці.»
12 січня 2011 року в місті відбувся великий терористичний акт. Терорист-смертник припаркував автомобіль з вибухівкою біля поліцейської дільниці, у результаті вибуху загинуло 17 поліцейських, ще 50 отримали поранення.
13 січня 2011 року в Банну стався ще один напад на поліцейських. В результаті вибуху бомби загинуло 3 особи, 5 отримали поранення. Відповідальність за обидва напади взяли на себе бійці руху Талібан.
19 січня 2014 року в Банну під час проходження автомобільної колони ЗС Пакистану стався вибух. В результаті теракту загинули 20 військовослужбовців, понад 30 отримали поранення..

## Населення
За результатами перепису 1998 року в місті проживало 46 896 осіб.